# Хамдамов Достонбек Хуршидогли
Достонбек Хамдамов (узб. Dostonbek Khamdamov, нар. 24 липня 1996, Ташкент) — узбецький футболіст, півзахисник російського клубу «Анжі» і національної збірної Узбекистану.

## Клубна кар'єра
У дорослому футболі дебютував 2014 року виступами за команду клубу «Буньодкор», в якій провів чотири сезони, взявши участь у 93 матчах чемпіонату.  Більшість часу, проведеного у складі «Буньодкора», був основним гравцем команди. У складі «Буньодкора» був одним з головних бомбардирів команди, маючи середню результативність на рівні 0,4 голу за гру першості.
До складу клубу «Анжі» приєднався 2018 року. 

## Виступи за збірні
2013 року дебютував у складі юнацької збірної Узбекистану, взяв участь у 9 іграх на юнацькому рівні, відзначившись одним забитим голом.
Протягом 2015 року залучався до складу молодіжної збірної Узбекистану.
2016 року дебютував в офіційних матчах у складі національної збірної Узбекистану.
У складі збірної був учасником кубка Азії з футболу 2019 року в ОАЕ.

## Титули і досягнення
- Чемпіон Узбекистану (5):

«Пахтакор»: 2019, 2020, 2021, 2022, 2023
- Володар Кубка Узбекистану (2):

«Пахтакор»: 2019, 2020
- Володар Кубка узбецької ліги (1):

«Пахтакор»: 2019
- Володар Суперкубка Узбекистану (1):

«Буньодкор»: 2014
- Володар Кубка зірок Катару (1):

«Ас-Сайлія»: 2021-22
Збірні
- Переможець Юнацького (U-16) кубка Азії: 2012
- Чемпіон Азії (U-23): 2018